# 風雅工作室
有限公司風雅工作室（日语：有限会社スタジオ風雅）是一家位於日本東京都杉並區，專門從事動畫美術背景製作、設計和出版書籍為主的日本動畫工作室。成立於1983年。

## 概要、沿革
1983年3月，由背景美術製作公司小林Production當時在籍的美術監督大野廣司、小倉宏昌及水谷利春等人共同創立。成立以來主要承包主要承包TMS Entertainment（東京電影新社時期開始）、MADHOUSE、童夢、Brain's Base、Production I.G及動畫工房等國內公司、和國外華特迪士尼公司的動畫作品的背景製作為中心。2016年，公司地址搬遷至杉並區。
在多數動畫作品的場合下使用“風雅”表示。

## 主要參與作品
※海外動畫作品參照官方網站的作品履歷 （页面存档备份，存于）。

### 電視動畫
TMS Entertainment
- 貓眼三姐妹（1984年－1985年）－東京電影新社時期作品。
- 名偵探福爾摩斯（東京電影新社，1984年－1985年）－東京電影新社時期作品。
- おねがい！サミアどん（日语：おねがい!サミアどん）（東京電影新社，1985年－1986年）－東京電影新社時期作品。
- VR快打（1995年－1996年）－東京電影新社時期作品。
- 波波羅古洛伊斯物語（2003年－2004年）
- 雪之女王（2005年－2006年）

MADHOUSE
- DNA²（共同製作：STUDIO DEEN，1994年－1995年）
- 庫洛魔法使（1998年－2000年）
- 水瓶戰記Sign for Evolution（2002年）
- BLACK LAGOON（2006年）
- CHAOS;HEAD（2008年）

童夢
- 草莓棉花糖（2005年）
- 南家三姊妹（2007年）
- 屍鬼（2010年）

Brain's Base
- 機神大戰 巨型方程式（2007年）
- 空罐少女！（2009年）
- 屬性同好會（2014年）

Production I.G
- 白兔玩偶（2011年）
- ROBOTICS;NOTES（2012年）
- 現視研二代目（2013年）
- 排球少年!!（2014年－2015年）[1]

動畫工房
- 輕鬆百合系列
  - 輕鬆百合（2011年）
  - 輕鬆百合♪♪（2012年）
- 戀愛研究所（2013年）

GONZO
- LAST EXILE（2003年）
- 強襲魔女（2008年）

其它
- 漫畫日本昔話（日语：まんが日本昔ばなし）（總承包商：愛企劃中心，1975年－1994年）
- 龍龍與忠狗（總承包商：日本動畫公司，1975年）
- 銀河漂流（總承包商：日昇動畫，1983年－1984年）
- 機械女神J（總承包商：Junio Brain Trust，1996年-1997年）
- 超齡細公主（總承包商：GAINAX、AIC，2002年－2003年）
- 2X2忍傳（日语：ニニンがシノブ伝）（總承包商：ufotable，2004年）
- 愛情泡泡糖（總承包商：Trinet Entertainment（日语：トライネットエンタテインメント）、ZEXCS，2004年－2005年）
- 絕對少年（總承包商：亞細亞堂，2005年）
- 到另一個你的身邊去（總承包商：SATELIGHT，2005年－2006年）
- 交響詩篇（總承包商：BONES，2005年－2006年）
- 超元氣3姊妹（總承包商：Bridge，2010年）
- 迷糊軟網社（總承包商：XEBEC，2011年）
- 我女友與青梅竹馬的慘烈修羅場（總承包商：A-1 Pictures，2013年）

### 電影動畫
吉卜力工作室
- 魔女宅急便（1989年）
- 兒時的點點滴滴（1991年）
- 神隱少女（2001年）

TMS Entertainment (東京電影)
- 阿基拉（1988年）
- 名偵探柯南：迷宮的十字路（2003年）
- 麵包超人：妖精琳琳的秘密（2008年）

Production I.G
- 人狼 JIN-ROH（2000年）
- 百日紅（2015年）

其它
- 王立宇宙軍（總承包商：GAINAX，1987年）
- 相聚一刻 完結篇（總承包商：Kitty film，1988年）
- 跑吧！美樂斯（總承包商：東映動畫，1992年）
- Macross Plus MOVIE EDITION（總承包商：TRIANGLE STAFF，1995年）
- 劇場版 庫洛魔法使：小櫻的香港之旅（總承包商：MADHOUSE，1999年－2000年）
- 劇場版 犬夜叉系列（總承包商：日昇動畫，2001年－2004年）
- 劇場版 鋼之鍊金術師：森巴拉的征服者）（總承包商：BONES，2005年）

### 遊戲
- 波波羅古洛伊斯物語II（動畫章節背景，2000年）
- 召喚夜響曲（動畫章節風景，2000年）
- Radiata Stories（日语：ラジアータストーリーズ）（背景，2005年）
- 純真傳奇 （動畫章節背景，2007年）

## 腳註
1. ↑  分第1季和第2季。

## 相關項目
- 美術指導
- 日本動畫工作室列表

## 外部連結
- 風雅工作室公式官網 （页面存档备份，存于） （日語）